# Scopula lactaria
Scopula lactaria är en fjärilsart som beskrevs av Walker 1861. Scopula lactaria ingår i släktet Scopula och familjen mätare. Inga underarter finns listade.